# Pine Hill (Alabama)
Pine Hill es un pueblo ubicado en el condado de Wilcox en el estado estadounidense de Alabama. En el censo de 2000, su población era de 966.

## Demografía
En el 2000 la renta per cápita promedia del hogar era de $ 23.375$, y el ingreso promedio para una familia era de 32.813$. El ingreso per cápita para la localidad era de 15.845$. Los hombres tenían un ingreso per cápita de 32.368$ contra 17.396$ para las mujeres.

## Geografía
Pine Hill está situado en 31°59′11″N 87°35′32″O / 31.98639, -87.59222 (31.986332, -87.592131).
Según la Oficina del Censo de los EE. UU., la ciudad tiene un área total de 3.88 millas cuadradas (10.04 km²).